# Vladimir Nikolaevič Dežurov
Vladimir Nikolaevič Dežurov (in russo Влади́мир Никола́евич Дежу́ров?; Javas, 30 luglio 1962) è un cosmonauta russo.

## Studi e carriera
Nel 1983 ha studiato e si è diplomato presso la S.I. Gricevec Higher Military Aviation School a Charkiv. Dopo il diploma, ha servito le Forze Aeree come pilota.
Nel 1987 è stato assegnato al Centro di addestramento cosmonauti Jurij Gagarin. Dal dicembre 1987 al giugno 1989 ha seguito un corso generale sullo spazio. Da settembre 1989 ha continuato l'addestramento nel gruppo di cosmonauti. Sin dal 1991 è diventato uno studente per corrispondenza all'Accademia aeronautica Jurij A. Gagarin.
Nel marzo del 1994 Dežurov ha iniziato l'addestramento dell'equipaggio primario della missione Mir-18. L'equipaggio è stato lanciato dal Cosmodromo di Baikonur in Kazakistan il 14 marzo 1995 a bordo della missione Sojuz TM-21. Dopo 115 giorni di volo la missione si è conclusa con l'atterraggio al Kennedy Space Center in Florida a bordo dello Space Shuttle Atlantis il 7 luglio 1995 (STS-71). Nel 2001 Dežurov è andato a bordo della Stazione spaziale internazionale come membro dell'Expedition 3 partito con la missione dello Shuttle STS-105. L'equipaggio ha trascorso 124 giorni in orbita ed è rientrato con la missione STS-108 dello Shuttle.
Dežurov è stato premiato con tre medaglie delle Forze Aeree nel corso della sua carriera.